# Corystotettix javanicus
Corystotettix javanicus är en insektsart som beskrevs av Günther, K. 1939. Corystotettix javanicus ingår i släktet Corystotettix och familjen torngräshoppor. Inga underarter finns listade i Catalogue of Life.